# Alexis Galarneau
Alexis Galarneau, né le 2 mars 1999 à Laval, est un joueur de tennis canadien, professionnel depuis 2021.

## Carrière
Alexis Galarneau a effectué un cursus universitaire de cinq ans au sein de l'université d'État de la Caroline du Nord où il a étudié la finance et le management du sport. En 2022, il fait partie de l'équipe canadienne qui remporte la Coupe Davis. Il ne joue qu'un seul match lors de la phase finale, perdant un double face à la Serbie.
Il remporte son premier titre sur le circuit Challenger en juillet 2023 au tournoi de Granby, ce qui lui permet de faire son entrée dans le top 200 du classement ATP. En septembre, lors de la phase de groupes de la Coupe Davis, il bat en simple l'Italien Lorenzo Sonego (38e mondial) et le Chilien Alejandro Tabilo et remporte ses trois matchs de double avec Vasek Pospisil pour permettre à son équipe de se qualifier pour la phase à élimination directe.

## Parcours dans lesMasters 1000

### En simple
| Année | Indian Wells | Miami | Monte-Carlo | Madrid | Rome | Canada                | Cincinnati | Shanghai | Paris |
| ----- | ------------ | ----- | ----------- | ------ | ---- | --------------------- | ---------- | -------- | ----- |
| 2022  | —            | —     | —           | —      | —    | 1er tour G. Dimitrov  | —          | n.o.     | —     |
| 2023  | —            | —     | —           | —      | —    | 1er tour F. Cerúndolo | —          | —        | —     |
|       |              |       |             |        |      |                       |            |          |       |
| 2025  | —            | —     | —           | —      | —    | 2e tour F. Cobolli    |            |          |       |

N.B. : sous le résultat se trouve le nom de l’ultime adversaire.

## Classements ATP en fin de saison
| Année          | 2016 | 2017 | 2018 | 2019 | 2020 | 2021 | 2022 | 2023 | 2024 |
| Rang en simple | 1383 | –    | 565  | 560  | 509  | 379  | 210  | 203  | 206  |
| Rang en double | –    | –    | 480  | 1090 | 1104 | 710  | 498  | 551  | 1383 |

Source : (en) Classements de Alexis Galarneau sur le site officiel de la Fédération internationale de tennis